# 800-ті до н. е.

## Правителі
- фараони Єгипту Шешонк III (ХХІІ династія) та Петубастіс I(ХХІІІ династія);
- цар Араму Газаїл;
- цар Ассирії Адад-нірарі III;
- царі Ізраїлю Йоахаз та Йоас;
- царі Юдеї Йоас та Амасія;
- цар Тіру Пігмаліон;
- цар Урарту Менуа;